# 30-я добровольческая пехотная дивизия СС (1-я белорусская)
30-я доброво́льческая пехо́тная диви́зия СС (1-я белорусская) (нем. 30.Waffen-Grenadier-Division der SS (weissruthenische Nr. 1), бел. 30-я вафэн-грэнадзёрская дывізія СС (1-я беларуская)) — тактическое соединение войск СС нацистской Германии. Вторая с таким номером (первой была 30-я добровольческая пехотная дивизия СС (2-я русская)). Начала формироваться 9 марта 1945 года на основе Добровольческой пехотной бригады СС (1-й белорусской) (Waffen Grenadier Brigade der SS (weissruthenische nr 1)), созданной 15 января 1945 и состоявшей из одного полка. Планировалось, что формирование дивизии будет завершено к 30 июня 1945, но события на фронте привели к тому, что между 15 и 20 апреля 1945 дивизия была расформирована. Основу личного состава составляли белорусы, служившие ранее в полицейских формированиях, а затем в 75 и 76 полках 2-й русской дивизии. До конца сформирована не была и использовалась только в антипартизанских операциях на территории Польши.

## История

### Формирование
15 января 1945 вышел указ о формировании 1-й белорусской бригады СС (нем. Waffen Grenadier Brigade der SS (weissruthenische nr 1)). 24 января произошло совместное заседание БЦР и немецкой стороны, на котором оговаривается принцип формирования и связи с немецкой армией. Выдаётся ряд формальных призывов к «добровольцам-белорусам, желающим бороться с большевизмом». Фактически же бригада формировалась на основе остатков 75 и 76-го полков 2-й русской дивизии, из которых формировались соответственно 3-й и 1-й и 2-й батальоны полка, составляющего бригаду. 10 февраля полк стал именоваться 86-м ваффен-гренадерским полком СС (белорусским № 1) (нем. Waffen-Grenadier Regiment der SS nr 86 (weissruthenische nr 1)). А уже 9 марта бригада была развёрнута в 30-ю дивизию СС (белорусскую № 1) с прежними номерами полков — 75,76,77, из которых реально существовал только один. Начали формироваться вспомогательные подразделения — артиллерийское (нем. Artillerie Abteilung 30) и противотанковое (нем. SS-Panzerjager-Abteilung 30).

### Ликвидация
С 15 по 20 апреля дивизия была распущена. Немцы вместе с артиллерийским и противотанковым подразделениями были направлены в более боеспособную 38-ю пехотную дивизию СС «Нибелунги» (нем. 38.SS-Grenadier-Division „Nibelungen“). Белорусы были попросту «уволены» и должны были решать свою дальнейшую судьбу самостоятельно. 25 апреля они вошли в контакт с частями РОА и решили пробиваться на запад.

### Сдача в плен
30 апреля остатки дивизии в количестве чуть более 1000 военнослужащих сдались 5-й армии США. Часть из них в дальнейшем была выдана СССР, часть — прежде всего те, кто был родом с территорий, вошедших в СССР в 1939—1940 годах — нет.

## Структура
- 75-й пехотный (ваффен-гренадерский) полк (Waffen-Grenadier-Regiment der SS 75 (I.-III.))
- 30-й разведывательный батальон СС (SS-Aufklärungs-Abteilung 30)
- 30-й артиллерийский дивизион СС (SS-Artillerie-Abteilung 30)
- 30-й противотанковый дивизион/рота (Waffen Panzer Jager Abteilung (Kompanie) der SS 30)
- 30-й конный разведывательный эскадрон (Waffen Aufklarungs Reiter Schwadron der SS 30)
- санитарная рота

## Командиры
- 10 февраля — 20 апреля 1945 — оберштурмбанфюрер СС Ганс Зиглинг (Hans Siegling)